# Devialet
Devialet est une entreprise française de systèmes audio basée à Paris. Elle conçoit et commercialise la gamme d’amplificateurs audio Expert, ainsi que la gamme d'enceintes connectées Phantom, conçus et produits en France. Née en 2007, elle fut récompensée dans la presse spécialisée de la Hi-Fi pour ses innovations dans le domaine du son.
À l’origine de son existence, l’ADH Intelligence est une technologie d’amplification hybride (analogique et numérique) introduite par Devialet en 2010,,. La start-up détient 107 brevets, et la majeure partie des technologies intégrées dans les produits Devialet sont propriétés de la marque,,.

## Présentation

### Histoire

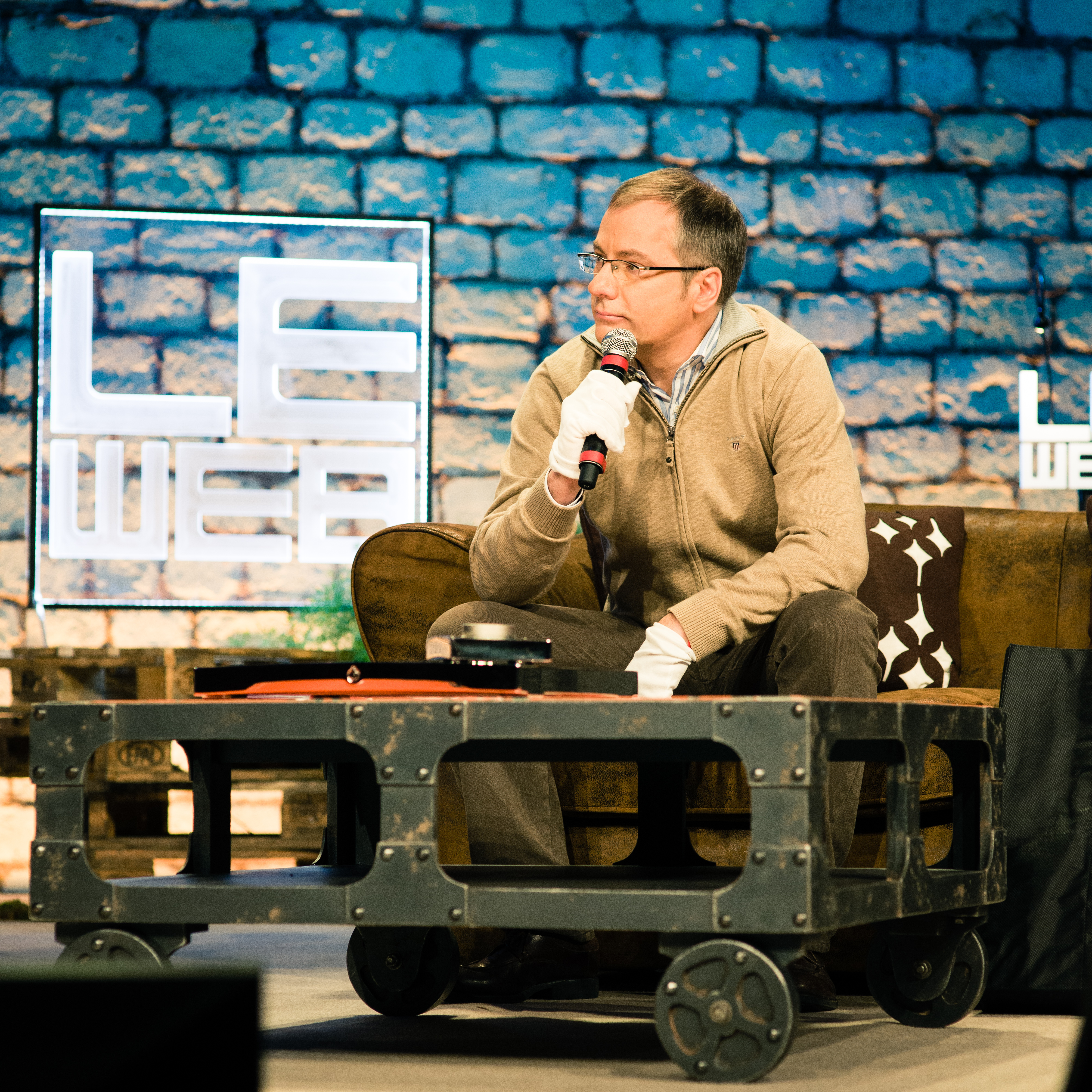
Quentin Sannié, cofondateur et directeur général de Devialet.

Dans les années 2000, Pierre-Emmanuel Calmel, travaillant alors dans un laboratoire de recherche de Nortel, comble ses heures creuses avec comme défi d'inventer l’ampli idéal. Les deux technologies d’amplification que sont l’analogique et le numérique présentent chacune des avantages et des inconvénients : la première est fidèle sur le plan sonore mais chauffe et consomme de l’énergie, la seconde est compacte mais engendre des pertes de qualité.
En 2004, Pierre-Emmanuel Calmel met finalement au point une technologie hybride faisant fonctionner sur un même composant électronique un module d’amplification analogique, chargé de reproduire fidèlement le signal sonore, et un module d’amplification numérique, chargé d’apporter la puissance. Cette technologie permet donc d’atteindre un haut niveau de performances et de rendement énergétique. L’ingénieur quitte l’entreprise la même année et dépose un brevet. Le suivent Mathias Moronvalle, ingénieur, Emmanuel Nardin, designer et Quentin Sannié, entrepreneur, suivis de Manuel De La Fuente, commercial,.
Un prototype d’amplificateur est fabriqué en 2006, et l'entreprise Devialet est fondée l'année suivante, le 6 décembre 2007, par les quatre associés. En mai 2010, Devialet commercialise son premier amplificateur, le D-Premier, introduisant la technologie nommée ADH (Analog Digital Hybrid) Intelligence. Il s'agit d'un amplificateur tout-en-un Made in France, capable d’atteindre des performances élevées dans un volume très compact,. Le D-Premier permet à la marque de gagner une influence mondiale, et il obtient un certain nombre de récompenses,,,. Par la suite, l’entreprise décline en 2013 une gamme d’amplificateurs nommée Expert.
Dans sa quête de s'adresser à un marché plus grand public, l’entreprise se lance pour défi de développer une enceinte compacte, proposant une qualité sonore similaire. Le projet Phantom est présenté en 2012 à des investisseurs entrepreneurs tels que Bernard Arnault, Jacques-Antoine Granjon, Xavier Niel ou encore Marc Simoncini. Pierre-Emmanuel Calmel s'entoure de 40 ingénieurs en acoustique, mécanique, électronique, traitement de signal et informatique. Trois ans de recherche et développement sont nécessaires à développer l'enceinte Phantom, qui intègre initialement 88 brevets déposés par la marque. L'ADH Intelligence a notamment dû être miniaturisée pour tenir sur une puce d'1 cm2. L'enceinte Phantom, Implosive Sound Center est présenté officiellement à la presse le 16 décembre 2014.
Le 16 février 2015, la start-up organise deux évènements pour le lancement de son enceinte, l’un organisé au concept store parisien colette et l’autre organisé à Harrods à Londres,. Quelques mois après, Devialet entre dans une phase d’internationalisation. La commercialisation de Phantom aux États-Unis est notamment prévue pour septembre 2015,.
Franck Lebouchard (anciennement Castorama ou Gaumont Pathé) est nommé à la tête de l'entreprise afin, entre autres, de l'aider à se diversifier ainsi qu'à lancer de nouveaux produits régulièrement.
En octobre 2020, Devialet lance ses écouteurs intra-auriculaires Gemini, qui concurrencent les AirPods d'Apple afin de toucher une nouvelle cible de clientèle mais également de pallier la baisse de chiffre d'affaires de 60 % sur un an.
En mars 2022, l'entreprise lance la barre de son Devialet Dione. En novembre de cette même année, elle sort sa première enceinte connectée portable, la Devialet Mania.
La Chine représente 10 % des ventes en 2021. D'après la société, la Chine devrait dépasser la France dans ses revenus, d'ici 2024.

### Origine du nom
Le nom Devialet fait référence à Guillaume Vialet (ou Viallet)[réf. nécessaire], sous-inspecteur des ponts et chaussées, et compagnon de Diderot, qui participa à l’écriture de certains articles de l’Encyclopédie Française.
La dénomination sociale de l’entreprise possède l’extension « Ingénierie Acoustique de France » qui n’est volontairement pas traduite dans les pays étrangers.

## Sélection de produits
Les produits, toujours au design épuré, sont fabriqués dans plusieurs usines en France, sur une ligne de production automatisée. Parmi elles, l'usine de sous-traitance électronique BOSCH Mondeville, en périphérie de Caen (Calvados).

### Phantom I

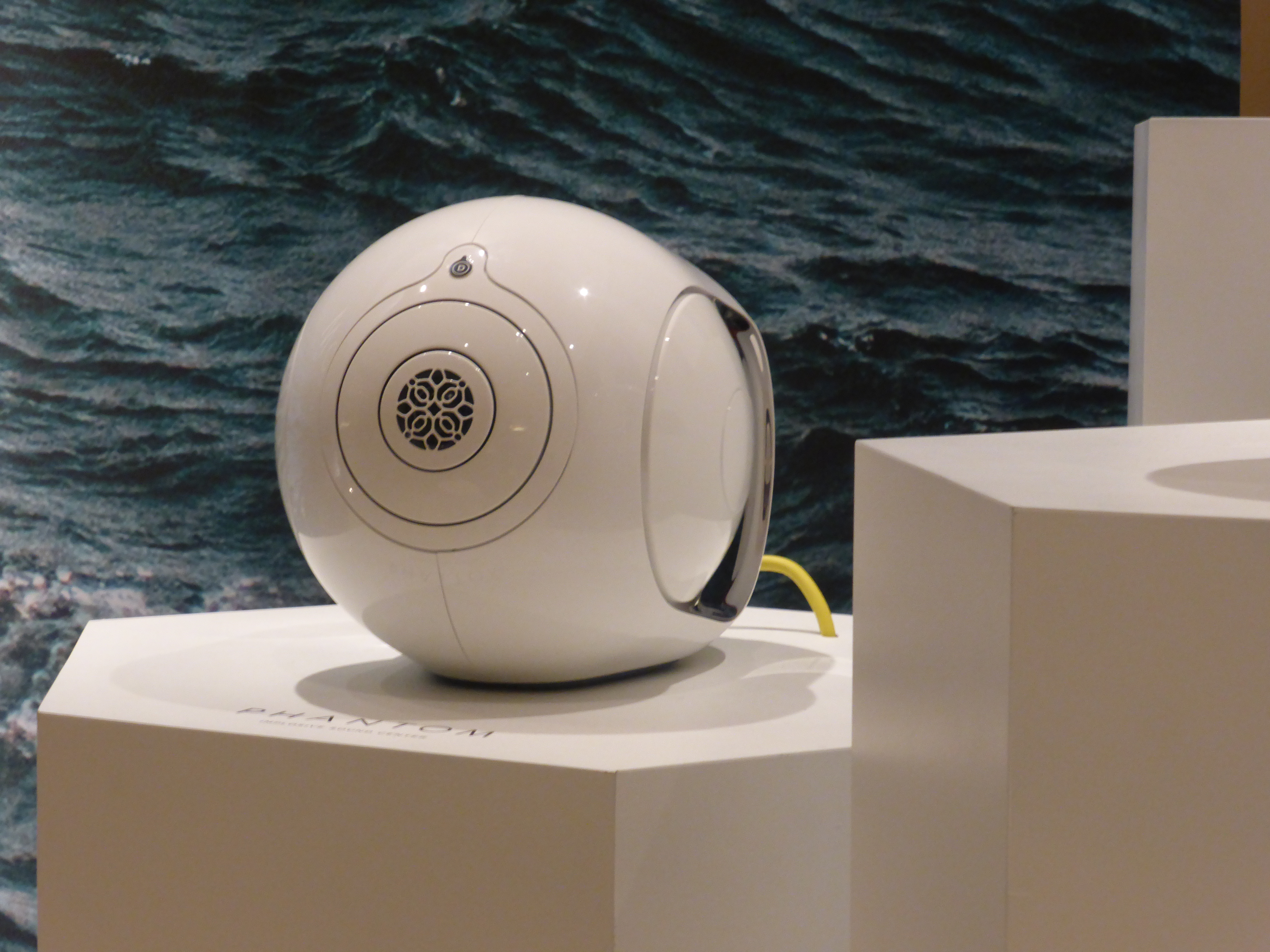
Devialet Phantom Speaker au CES 2015.

Phantom I est une enceinte Bluetooth et Wi-Fi placée sur un positionnement haut de gamme. Elle fonctionne en solo, duo (stéréo) ou en configuration multi-room. Les critiques de la presse spécialisée furent positives, mettant en avant ses propriétés technologiques,. Cette enceinte a nécessité trois ans de R&D aux quarante ingénieurs de la marque,,,.
Le design de Phantom est de forme oblongue. Il intègre ainsi sur la même sphère les quatre haut-parleurs (trois pour le modèle Phantom II) dans le but d'émettre un son omnidirectionnel. Les boomers sont équipés de membranes concaves en aluminium embouti. Le transducteur de mi-aigu est un modèle coaxial avec un dôme en textile au centre pour le tweeter et un anneau concave en aluminium embouti pour le médium.

### Phantom II (anciennement Reactor)
Phantom II est une enceinte Bluetooth et Wi-Fi, placée sur un positionnement grand public mais haut de gamme.

### Sound Joy
Co-développé avec Huawei et commercialisé par la société chinoise, cette enceinte intelligente a été lancée en 2022.

### Mania
En novembre 2022, Devialet lance la Mania.

### Gemini II
En septembre 2023, la société lance la deuxième version de sa paire d'écouteurs sans fil Gemini,.

## Levées de fonds
La mise de départ de 500 000 € venant des fondateurs lors de la création de l'entreprise fut rapidement augmentée.
En 2009, la première levée de fonds est de 1,44 million d'euros. Trois ans plus tard, Devialet lève quinze millions d'euros, notamment auprès de personnalités du monde des affaires. Cette deuxième levée de fonds est destinée à la création de filiales de distribution ainsi que de réseaux de boutiques dans le monde, notamment à New York, Londres, Shanghai, Paris, Hong-Kong, Singapour ou encore Francfort.
Pour ces deux levées de fonds, il s'agit notamment de Bernard Arnault, Jacques-Antoine Granjon, Xavier Niel, Marc Simoncini, Henri Seydoux, Stéphane Bohbot (Modelabs), Fabien Sfez (Kering),.
En 2014, une nouvelle levée de fonds de 25 millions d'euros est bouclée auprès de ses actionnaires, des fondateurs et des salariés.
En novembre 2016, Devialet annonce une levée de fonds, d'un montant évalué à cent millions d'euros,. Les fonds d'investissements Atomico et Gynko, notamment soutenu par Terry Gou, le PDG de Foxconn, sont annoncés. Y participe également Korelya Capital, le fonds dirigé par l'ancienne ministre Fleur Pellerin, qui rejoint à cette occasion le conseil d'administration de Devialet.
En 2019, l'entreprise réalise une nouvelle levée de fonds pour un montant total de 51 millions d'euros dont 16 millions d'euros auprès des fonds d’investissement Korelya Capital et de Ginko Ventures et 35 millions d'euros sous forme d'emprunt financé par la Banque européenne d'investissement. Ces fonds doivent, selon le magazine Challenges, « lui permettre de maintenir l'effort en recherche et développement » ainsi que son développement international.
En septembre 2022, la direction annonce une levée de fonds de 50 M€,.
Fin 2024, face à un chiffre d'affaires en baisse et des comptes dans le rouge, Devialet a demandé l’ouverture d’une procédure de conciliation auprès du tribunal de commerce de Paris, pour rééchelonner ses dettes et lever des fonds en vue de se relancer,.

### Articles de presse
- « Les Français montent le son », L'Entreprise, no 310,‎ avril 2012, p. 56 (ISSN 1243-4167)
- « Devialet, le champion français de la hifi, étend sa gamme pour se développer », Les Échos, 19 juin 2013